# Einar Benediktsson (poeta)
Einar Benediktsson (ur. 31 października 1864 w Ellidavatn, zm. 21 stycznia 1940 w Herdisarvik) – islandzki poeta i prawnik.
Był przedstawicielem neoromantyzmu. Jego twórczość przyczyniła się do odrodzenia idei niepodległości Islandii. W latach 1896–1898 był wydawcą pierwszego islandzkiego dziennika Dagskrá. Działał w ruchu politycznym Landvarnarflokkurinn. Przełożył na język islandzki dzieła angielskich i amerykańskich poetów oraz dramat Henryka Ibsena Peer Gynt.